# Union sportive de Meknès (football)
Pour les articles homonymes, voir USM.
Maillots
L'Union Sportive de Meknès (en arabe : إتحاد مكناس الرياضي), plus couramment abrégé en USD Meknès ou bien USDM, est un club sportif marocain de omnisports, fondé en 1913 par les étrangers de la ville dont notamment les nobles du protectorat français, basé dans la ville de Meknès.
Il évolue en actuellement au Championnat de la Ligue du Fès-Meknès.

## Histoire
l'USDM est un club historique, étant le premier club de football fondé dans la ville de Meknès en 1913 par des français (juste un an après le début du protectorat français au Maroc).
Le club meknassi garde un palmarès riche et glorieux, étant champion du Maroc (Division Honneur) une seule fois lors de la saison 1919/1920 et vice-champion du Maroc (Division Honneur) lors des saisons 1948/49 et 1949/50, champion du Maroc (Division Pré-honneur) une seule fois lors de la saison 1947/48, victorieux de la supercoupe du Maroc en 1920 et finaliste deux fois en 1949 et 1950, finaliste de la coupe du trône en 1938 et champion Ligue du Nord une seule fois en 1944.
Le club évolue aujourd'hui en Ligue régionale du Maroc.

## Palmarès
- Botola (Division Honneur) (2)
  - Champion : 1919/20, 1921/22
  - Vice-champion : 1948/49, 1949/50

- Coupe du Trône (1)
  - Vainqueur : 1952
  - Finaliste : 1924

- Supercoupe du Maroc 
  - Finaliste : 1949, 1950

- Botola (Division Pré-honneur) (1)
  - Champion : 1947/48

- Botola (Division Amateurs 1) (1)
  - Champion : 1943/44

- Championnat (Ligue du Fès-Meknès) (1)
  - Champion : 1943/44

- Coupe (Ligue du Fès-Meknès) (2)
  - Vainqueur : 1934[3], 1948

## Galerie

Autre logo du club